# Haven-1
Haven-1 – planowana stacja kosmiczna amerykańskiej firmy Vast. Oczekuje się, że stacja Haven-1 wystartuje nie wcześniej niż w sierpniu 2025 roku dzięki rakiecie nośnej Falcon 9 należącej do SpaceX. Pierwsza załogowa misja; Vast-1 wyśle na pokład stacji Haven-1 czteroosobową załogę dzięki wykorzystaniu statku kosmicznego Crew Dragon, który przetransportuje astronautów na stację na okres około trzydziestu dni.
Stacja Haven-1 nie będzie w stanie utrzymać się przez dłuższy czas i w przypadku misji długoterminowych będzie zmuszona polegać na statku Crew Dragon korzystając między innymi z jego systemów podtrzymywania życia.

## Projekt
Napęd stacji Haven-1 jest projektowany przez firmę Impulse Space i ma się on wykorzystywać mieszankę paliwową podtlenku azotu i etanu. Na pokładzie stacji dla turystów kosmicznych dostępna będzie kopuła, która umożliwi im oglądanie i fotografowanie Ziemi z niskiej orbity okołoziemskiej. Dla przebywających na stacji turystów dostępny będzie Internet za pośrednictwem Wi-Fi.
W połowie lutego 2024 roku firma Vast ogłosiła, że nawiązała współpracę z kalifornijskimi firmami AnySignal i TRL11 oraz singapurską firmą Addvalue w celu zapewnienia łączności radiowej na pokładzie Haven-1.